# Université en Algérie
Au sens propre, l' université caractérise une grande institution scientifique  destinée  à  garantir  un enseignement  supérieur  et  performant et ce , à travers des études supérieures  fournies  dans différents domaines scientifiques choisis en vue de faire progresser les connaissances intellectuelles et expérimentales acquis grâce à  la recherche scientifique approfondie (valorisation et production) dans tous les domaines dans le but  académique  d'assurer la transmission du grand savoir de génération en génération par  la conservation  de tous les documents des inventions et des innovations (publications et bibliothèques)  à servir  ensuite de bases données dans l'enseignement  , en général, avec  l'avantage de parfaire beaucoup les sciences .
L'Université constitue ainsi dans son cadre organisationnel  un vaste espace public destiné  à la formation  avancée des hauts cadres à haut perfectionnement  - Et , elle est constituée  de même par  le regroupement  de  plusieurs établissements  traditionnellement appelés « collèges », « facultés », « instituts », « départements », « centres », « sections », « unités de recherche » ou écoles supérieures spécialisées, formant un ensemble administratif cohérent avec un statut juridique défini, public, privé ou éventuellement mixte.
En Algérie , l’Université bénéficie d’une certaine autonomie d’ordre organisationnel  dans le cadre de la formation mais reste  du point de vue financier  tributaire des subventions allouées par les pouvoirs publics  
Les enseignements sont gratuits et y sont accessibles pour toute personne titulaire du baccalauréat ou d'un diplôme de niveau 4. Les études universitaires générales permettent en finalité l’  obtention  d’une licence (trois ans après le baccalauréat), le master est fixé à deux (02)  années d’études spécifiques  après la licence), le doctorat est retenu à trois (03 ) années après le master).
D’autres filières plus professionnelles permettent d'accéder à des diplômes de la santé, aux bacheliers universitaires de technologie et à des diplômes d'ingénieurs… En 2024 , Plus de 1.6 million d’étudiants ont rejoint les bancs de l’Université, au titre de l’année universitaire 2023/2024, encadrés par près de 70.000 enseignants au niveau des différents établissements universitaires - Le nombre de nouveaux bacheliers est estimé à près de 331.272 étudiants.
La nouvelle année universitaire 2023-2024  connaît une affluence vers les spécialités scientifiques et technologiques, citant l’orientation de 64% des nouveaux étudiants vers de nouvelles spécialités, contre un taux de 36% pour les  sciences humaines et sociales.
De nouvelles spécialités adaptées au marché de l’emploi ont été créées au niveau de plusieurs établissements universitaires, via des réseaux thématiques, à savoir le dessalement de l’eau de mer et le traitement des eaux salines créées au niveau des universités de Ouargla, l’Université des  sciences et technologies Houari-Boumediene d’Alger (USTHB), l’Ecole nationale supérieure d’hydraulique (ENSH) et l’Ecole nationale polytechnique d’Oran dans le cadre du soutien à la sécurité hydrique.
Les enseignants-chercheurs dispensent les enseignements et assurent des activités de recherche. Les laboratoires de l’université sont souvent des unités mixtes de recherche avec les organismes algériens de recherche comme le Centre national de la recherche scientifique ou l’Institut national de la santé et de la recherche médicale. La première université est créée à Alger en 1909.
Le diplôme de licence de 4 ans a été reclassé dans le système LMD en tant que Master, conformément aux évolutions du système éducatif.
Les universités peuvent délivrer, à la demande de l’ancien licencié, une équivalence avec un diplôme de master.
Il est a noter que même sans attestation d'équivalence, les titulaires d'une licence (cursus de 4 années) sont autorisés à porter le titre de master.

## L'histoire de la première université en Algérie
La toute première université date de l'époque romaine entre le Ier siècle et le IIe siècle. C'est l' Université de Madaure qui se trouvait à Madaura dans la wilaya de Souk Ahras et dont il ne reste aujourd'hui que des ruines. L'université était fréquentée par le théologien et philosophe chrétien d’Afrique du Nord Saint Augustin, l'écrivain, orateur et philosophe romain Apulée (auteur des Métamorphoses ou l'Âne d'or) et l'orateur et grammairien romain Maxime de Madaure,.
Il y avait aussi la Médersa Tachfinia, qui était une mosquée-université, fondée en l’an 1320 à Tlemcen sous la dynastie des Zianides. Cette université religieuse était, jusqu'à sa destruction par les Français en 1873, l'une des plus prestigieuses du pays, au même titre que la Médersa Khaldounia située aussi à Tlemcen, construite en 1347 sous l'ordre du sultan mérinide Abu al-Hasan ben Uthman.
Après les bouleversements tragiques de 1830 et le départ précipité des Turcs, la ville d’Alger fut tombée entre les mains des Français, la ville-médina avait connu dès le départ de grandes destructions à cause de l’obstination des autorités coloniales de vouloir bâtir une ville européenne sur la Médina. Il fallut attendre la visite de Napoléon III (1808-1873) en Algérie en 1863 pour arrêter le massacre, mais hélas la blessure était déjà très grande et profonde, puisqu'elle coupe la citadelle en deux, la haute Casbah et la basse Casbah. La rue qui symbolise cette blessure est l'actuelle rue Amar Ali el Kama (ex-Randon). Cette nouvelle redistribution de l'espace urbain organisa la Medina en deux entités bien distinctes la haute Casbah en véritable ghetto pour les populations autochtones et la basse Casbah pour la nouvelle population qui débarqua dans le cadre de la colonisation. Cette brève intrusion dans l'histoire de la ville d'Alger est nécessaire pour nous situer dans le temps et dans l'espace pour des éventuelles extensions de la ville et de la construction des équipements administratifs. Très vite l'ordre colonial décida de l'extension de la ville vers la région de Mustapha Pacha, qui avait connu par la suite une transformation radicale en donnant naissance à plusieurs célèbres quartiers d'Alger, tels que : le village d'Isly qui est devenu Rue Ben M'Hidi, les coteaux du Telemly ainsi que le plateau Sauliere actuellement Rue Didouche Mourad avec son prolongement vers la place du 1er Mai. Cet effort de construction de la ville d'Alger fut constant, notamment après la première guerre mondiale à cause de la date butoir de la célébration du centenaire en 1930. Mais l'enseignement universitaire n'avait pas attendu la construction des locaux de l'actuelle université d'Alger entre 1884 - 1887 pour débuter. Dès 1832, les autorités coloniales avaient compris que la conquête ne sera possible qu'avec l'école. C'est pour cette raison que dès le 06/12 /1832, l'État-major autorisa l'interprète militaire Joanny Pharaon pour dispenser des cours d'arabe à l’intention des fonctionnaires et des militaires.

## Réseau universitaire de l'enseignement supérieur
L'Algérie  dispose d'un nombre assez  considérable d'infrastructures universitaires , ce  qui la  place dans TOP 3  des pays Africains :  
Voici en résumé le nombre d'universités et écoles supérieures Algériennes  avec un statut juridique défini public et géré par le ministère de l'Enseignement supérieur algérien  .
- 50 Universités implantées dans les 48 Wilayas
- 13 Centres universitaires implantées dans des villes-Dairas à fort maximum de densité de la population
- 20 Écoles Nationales Supérieures et 10 Écoles Supérieures ( Implantées dans les grandes villes )
- 11 Écoles Normales Supérieures et 2 annexes ( Ecole supérieure de l'Intelligence Artificielle - Ecole supérieure de Mathématiques  )

### Universités
| Région Ouest     | Région Ouest                                                        | Région Centre | Région Centre                                                  | Région Est           | Région Est                                                        |
| ---------------- | ------------------------------------------------------------------- | ------------- | -------------------------------------------------------------- | -------------------- | ----------------------------------------------------------------- |
| W.Chlef          | Université de Chlef - Hassiba Benbouali                             | W.Alger       | Université des Sciences et de la Technologie Houari Boumediene | W.Béjaïa             | Université de Béjaia - Abderrahmane Mira                          |
| W.Relizane       | Université de Relizane                                              | W.Alger       | Université d'Alger 1 - Benyoucef Benkhedda                     | W.Bordj Bou Arréridj | Université de Bordj Bou Arréridj - Mohamed Bachir El Ibrahimi     |
| W.Tissemsilt     | Université de Tissemsilt                                            | W.Alger       | Université d'Alger 2 - Abou El Kacem Saâdallah                 | W.Jijel              | Université de Jijel - Mohammed Seddik Ben Yahia                   |
| W.Tiaret         | Université de Tiaret - Ibn Khaldoun                                 | W.Alger       | Université d'Alger 3 - Ibrahim Soltane Chaibout                | W.M'Sila             | Université de M'sila - Mohamed Boudiaf                            |
| W.Mascara        | Université de Mascara - Mustapha Stambouli                          | W.Alger       | Université de la Formation Continue                            | W.Sétif              | Université de Sétif 1 - Ferhat Abbas                              |
| W.Mostaganem     | Université de Mostaganem - Abdelhamid Ibn Badis                     | W.Boumerdès   | Université de Boumerdès - M'hamed Bougara                      | W.Sétif              | Université de Sétif 2 - Mohamed Lamine Debaghine                  |
| W.Aïn Témouchent | Université de Aïn Témouchent                                        | W.Tizi Ouzou  | Université de Tizi Ouzou - Mouloud Maameri                     | W.Skikda             | Université du 20 août 1955 de Skikda                              |
| W.Oran           | Université des Sciences et de la Technologie d'Oran Mohamed Boudiaf | W.Blida       | Université Blida 1 - Saad Dahlab                               | W.Batna              | Université de Batna 1 - Hadj Lakhder                              |
| W.Oran           | Université d'Oran 1 - Ahmed Ben Bella                               | W.Blida       | Université de Blida 2 - Lounici Ali                            | W.Batna              | Université de Batna 2 - Mustapha Ben Boulaid                      |
| W.Oran           | Université d'Oran 2 - Mohamed Ben Ahmed                             | W.Médéa       | Université de Médéa - Yahia Farès                              | W.Constantine        | Université de Constantine 1 - Frères Mentouri                     |
| W.Sidi Bel Abbès | Université de Sidi Bel Abbès - Djillali Liabès                      | W.Aïn Defla   | Université de Khemis Miliana - Djilali Bounaama                | W.Constantine        | Université de Constantine 2 - Abdelhamid Mehri                    |
| W.Tlemcen        | Université de Tlemcen - Abou Bekr Belkaid                           | W.Bouira      | Université de Bouira - Akli Mohand Oulhadj                     | W.Constantine        | Université de Constantine 3 - Salah Boubnider                     |
| W.Saïda          | Université de Saïda - Tahar Moulay                                  | W.Djelfa      | Université de Djelfa - Ziane Achour                            | W.Constantine        | Université des Sciences Islamiques Emir Abdelkader de Constantine |
| W.Béchar         | Université de Béchar - Mohamed Tahri                                | W.Ghardaïa    | Université de Ghardaïa                                         | W.Biskra             | Université de Biskra - Mohamed Khider                             |
| W.Adrar          | Université d'Adrar - Ahmed Draya                                    | W.Laghouat    | Université de Laghouat - Amar Telidji                          | W.Guelma             | Université 8 mai 1945 de Guelma                                   |
|                  |                                                                     | W.Tamanrasset | Université de Tamanrasset                                      | W.Khenchela          | Université de Khenchela - Abbas Laghrour                          |
|                  |                                                                     | W.Annaba      | Université de Annaba - Badji Mokhtar                           |                      |                                                                   |
| W.Souk Ahras     | Université de Souk Ahras - Mohammed-Chérif Messaadia                |               |                                                                |                      |                                                                   |
| W.Oum El Bouaghi | Université de Oum El Bouaghi - Larbi Ben M'hidi                     |               |                                                                |                      |                                                                   |
| W.El Tarf        | Université d'El Tarf - Chadli Bendjedid                             |               |                                                                |                      |                                                                   |
| W.Tébessa        | Université de Tébessa - Larbi Tébessi                               |               |                                                                |                      |                                                                   |
| W.El Oued        | Université d'El Oued - Hamma Lakhdar                                |               |                                                                |                      |                                                                   |
| W.Ouargla        | Université de Ouargla - Kasdi Merbah                                |               |                                                                |                      |                                                                   |

### Centres universitaires
| Région Ouest | Région Ouest                                   | Région Centre | Région Centre                                            | Région Est | Région Est                                         |
| ------------ | ---------------------------------------------- | ------------- | -------------------------------------------------------- | ---------- | -------------------------------------------------- |
| W.Naâma      | Centre universitaire de Naâma - Ahmed Salhi    | W.Tipaza      | Centre universitaire de Tipaza - Abdallah Morsli         | W.Mila     | Centre Universitaire de Mila - Abdelhafid Boussouf |
| W.El Bayadh  | Centre universitaire d'El Bayadh - Nour Bachir | W.Illizi      | Centre Universitaire d'Illizi - Cheikh Amoud Ben Mokhtar | W.Batna    | Centre Universitaire de Barika - Si El Haouès      |
| W.Tindouf    | Centre universitaire de Tindouf - Ali Kafi     | W.Laghouat    | Centre universitaire d'Aflou                             |            |                                                    |
| W.Tlemcen    | Centre universitaire de Maghnia                |               |                                                          |            |                                                    |

### Écoles Nationales Supérieures
| Région Ouest                                                               | Région Ouest                                                       | Région Centre | Région Centre                                                                         | Région Est    | Région Est                                                                                            |
| -------------------------------------------------------------------------- | ------------------------------------------------------------------ | ------------- | ------------------------------------------------------------------------------------- | ------------- | --- |
| W.Mostaganem                                                               | École Supérieure Agronomique de Mostaganem                         | W.Alger       | École Nationale Polytechnique                                                         | W.Béjaïa      | École Supérieure en Sciences et Technologies de l'Informatique et du Numérique de Béjaïa              |
| W.Oran                                                                     | École Nationale Polytechnique d'Oran - Maurice Audin               | W.Alger       | École Polytechnique d'Architecture et d'Urbanisme - Hocine Aït Ahmed                  | W.Batna       | École Nationale Supérieure des Énergies Renouvelables, Environnement et Développement Durable - Batna |
| W.Oran                                                                     | École Supérieure d'Économie d'Oran                                 | W.Alger       | École Nationale Supérieure Agronomique - Khalef Abdellah alias Kasdi Merbah           | W.Batna       | École Nationale Supérieure des Énergies Renouvelables, Environnement et Développement Durable - Batna |
| W.Oran                                                                     | École Supérieure en Génie Électrique et Energétique d'Oran         | W.Alger       | École Nationale Supérieure Vétérinaire - Rabie Bouchama                               | W.Constantine | École Nationale Supérieure de Biotechnologie de Constantine - Tewfik Khaznadar                        |
| W.Oran                                                                     | École Supérieure en Sciences Biologiques d'Oran                    | W.Alger       | École Supérieure des Sciences de l'Aliment et des Industries Agroalimentaires d'Alger | W.Constantine | École Supérieure de Comptabilité et de Finance de Constantine                                         |
| W.Tlemcen                                                                  | École Supérieure des Sciences Appliquées de Tlemcen                | W.Alger       | École Nationale Supérieure d'informatique                                             | W.Constantine | École Nationale Polytechnique de Constantine - Malek Bennabi                                          |
| W.Tlemcen                                                                  | École Supérieure de Management de Tlemcen                          | W.Alger       | École Nationale Supérieure des Travaux Publics - Francis Jeanson                      | W.Annaba      | École Nationale Supérieure des Mines et de la Métallurgie - Amar Laskri                               |
| W.Sidi Bel Abbès                                                           | École Supérieure d'Informatique 8 mai 1945 - Sidi Bel Abbès        | W.Alger       | École Nationale Supérieure des Sciences de la Mer et de l'Aménagement du Littoral     | W.Annaba      | École Supérieure des Sciences de Gestion de Annaba                                                    |
|                                                                            |                                                                    | W.Alger       | École Nationale Supérieure de Technologie                                             | W.Annaba      | École Supérieure des Technologies Industrielles de Annaba                                             |
| École Supérieure des Sciences Appliquées d'Alger                           | W.Khenchela                                                        | W.Alger       | Ecole Nationale Supérieure des Forêts                                                 |               | |
| École Nationale Supérieure des Sciences Politiques                         | W.Khenchela                                                        | W.Alger       | Ecole Nationale Supérieure des Forêts                                                 |               | |
| École Nationale Supérieure de Journalisme et des Sciences de l'Information | W.Khenchela                                                        | W.Alger       | Ecole Nationale Supérieure des Forêts                                                 |               | |
| W.Blida                                                                    | École Nationale Supérieure d'Hydraulique - Arbaoui Abdellah        |               |                                                                                       |               | |
| W.Tipaza                                                                   | Ecole Supérieure de Commerce - Mouloud Kacem Naît Belkacem         |               |                                                                                       |               | |
| W.Tipaza                                                                   | École des Hautes Études Commerciales - Boualem Oussedik            |               |                                                                                       |               | |
| W.Tipaza                                                                   | École Nationale Supérieure en Statistique et en Économie Appliquée |               |                                                                                       |               | |
| W.Tipaza                                                                   | École Nationale Supérieure de Management                           |               |                                                                                       |               | |
| W.Tipaza                                                                   | École Supérieure de Gestion et d'Économie Numérique                |               |                                                                                       |               | |

### Écoles Normales Supérieures
| Région Ouest | Région Ouest                           | Région Centre | Région Centre                                                                      | Région Est    | Région Est                                                      |
| ------------ | -------------------------------------- | ------------- | ---------------------------------------------------------------------------------- | ------------- | --------------------------------------------------------------- |
| W.Mostaganem | Ecole Normale Supérieure de Mostaganem | W.Alger       | Ecole Normale Supérieure de Bouzaréah - Cheikh Mubarak Ben Mohamed Brahimi El Mili | W.Sétif       | Ecole Normale Supérieure de Sétif - Messaoud Zeghar             |
| W.Oran       | Ecole Normale Supérieure d'Oran        | W.Alger       | Ecole Normale Supérieure de Kouba - Mohamed Bachir El Ibrahimi                     | W.M'Sila      | Ecole Normale Supérieure de Bousaâda                            |
| W.Béchar     | Ecole Normale Supérieure de Béchar     | W.Laghouat    | Ecole Normale Supérieure de Laghouat - Taleb Abderrahmane                          | W.Skikda      | Ecole Normale Supérieure d'Enseignement Technologique de Skikda |
|              |                                        |               |                                                                                    | W.Constantine | Ecole Normale Supérieure de Constantine - Assia Djebar          |
| W.Ouargla    | Ecole Normale Supérieure de Ouargla    |               |                                                                                    |               |                                                                 |

## Enseignement hybride en Algérie
À la suite de la crise sanitaire mondiale due au coronavirus, le ministère de l'Enseignement supérieur algérien a décidé d'adopter, au niveau national et de façon permanente, le système d’enseignement hybride, comprenant des cours en présentiel et des cours à distance.
Le ministre de l'Enseignement supérieur et de la Recherche scientifique Abdelbaki Benziane avait déclaré, lors d'une conférence tenue le 15 mars 2021, que ce nouveau mode, introduit à titre exceptionnel dans les établissements universitaires lors de la rentrée 2020/2021 pour cause de Covid-19, devrait être appliqué à titre permanent dans le système national d'enseignement supérieur. Selon le ministre, les textes de loi qui régissent ce mode d’enseignement hybride sont déjà en cours d’élaboration.

## Liste de toutes les universités
Voici une liste des universités algériennes sous la tutelle du ministère de l'Enseignement supérieur et de la Recherche scientifique en Algérie,,,.
| Wilaya                  | Université | Université                                          | Création | Type                     | Tutelle                 | Site web |
| Wilaya                  | Nom officiel                                                                                                  | Nom honorifique / commémoratif                      | Création | Type                     | Tutelle                 | Site web |
| ----------------------- | --- | --------------------------------------------------- | -------- | ------------------------ | ----------------------- | -------- |
| (01) Adrar              | Université d'Adrar                                                                                            | Université Ahmed Draïa                              | 1986     | Université               | MESRS                   |          |
| (02) Chlef              | Université de Chlef                                                                                           | Université Hassiba Benbouali                        | 1983     | Université               | MESRS                   |          |
| (03) Laghouat           | Université de Laghouat                                                                                        | Université Amar Telidji                             | 1986     | Université               | MESRS                   |          |
| (03) Laghouat           | Centre universitaire d'Aflou                                                                                  |                                                     | 2012     | Centre universitaire     | MESRS                   |          |
| (03) Laghouat           | École normale supérieure de Laghouat (ENS Laghouat)                                                           | ENS Taleb Abderrahmane                              | 2011     | École normale supérieure | MESRS                   | (ar)     |
| (04) Oum El Bouaghi     | Université d'Oum El Bouaghi                                                                                   | Université Larbi Ben M'hidi                         | 1983     | Université               | MESRS                   |          |
| (05) Batna              | Université Batna 1                                                                                            | Université Hadj Lakhdar                             | 1977     | Université               | MESRS                   |          |
| (05) Batna              | Université Batna 2                                                                                            | Université Mostefa Ben Boulaid                      | 2015     | Université               | MESRS                   |          |
| (05) Batna              | Centre universitaire de Barika                                                                                | Centre universitaire Si El Haoues                   | 2011     | Centre universitaire     | MESRS                   | (ar)     |
| (06) Béjaïa             | Université de Béjaïa                                                                                          | Université Abderrahmane Mira                        | 1983     | Université               | MESRS                   |          |
| (07) Biskra             | Université de Biskra                                                                                          | Université Mohamed Khider                           | 1984     | Université               | MESRS                   |          |
| (08) Béchar             | Université de Béchar                                                                                          | Université Tahri Mohammed                           | 1986     | Université               | MESRS                   |          |
| (08) Béchar             | École normale supérieure de Béchar (ENS Béchar)                                                               |                                                     | 2015     | École normale supérieure | MESRS                   |          |
| (09) Blida              | Université Blida 1                                                                                            | Université Saâd Dahlab                              | 1977     | Université               | MESRS                   |          |
| (09) Blida              | Université Blida 2                                                                                            | Université Ali Lounici                              | 2011     | Université               | MESRS                   | (ar)     |
| (09) Blida              | École nationale supérieure d'hydraulique (ENSH)                                                               | École Abdellah Arbaoui                              | 1972     | École supérieure         | MESRS                   |          |
| (10) Bouira             | Université de Bouira                                                                                          | Université Akli Mohand Oulhadj                      | 2001     | Université               | MESRS                   |          |
| (11) Tamanrasset        | Université de Tamanrasset                                                                                     | Université Amine El Okel El Hadj Moussa Ag Akhamouk | 2005     | Université               | MESRS                   | (ar)     |
| (12) Tébessa            | Université de Tébessa                                                                                         | Université Larbi-Tebessi                            | 1985     | Université               | MESRS                   |          |
| (13) Tlemcen            | Université de Tlemcen                                                                                         | Université Abou Bekr Belkaid                        | 1974     | Université               | MESRS                   |          |
| (13) Tlemcen            | Centre universitaire de Maghnia                                                                               |                                                     | 2006     | Centre universitaire     | MESRS                   |          |
| (13) Tlemcen            | École supérieure en sciences appliquées de Tlemcen (ESSAT)                                                    |                                                     | 2009     | École supérieure         | MESRS                   |          |
| (13) Tlemcen            | École supérieure de management de Tlemcen (ESMT)                                                              |                                                     | 2017     | École supérieure         | MESRS                   |          |
| (14) Tiaret             | Université de Tiaret                                                                                          | Université Ibn Khaldoun                             | 1980     | Université               | MESRS                   |          |
| (14) Tiaret             | Annexe universitaire de Sougueur                                                                              |                                                     | 2012     | Annexe universitaire     | Université de Tiaret    |          |
| (14) Tiaret             | Annexe universitaire de Ksar Chellala                                                                         |                                                     | 2016     | Annexe universitaire     | Université de Tiaret    |          |
| (15) Tizi Ouzou         | Université de Tizi Ouzou                                                                                      | Université Mouloud Mammeri                          | 1977     | Université               | MESRS                   |          |
| (16) Alger              | Université Alger 1                                                                                            | Université Benyoucef Benkhedda                      | 1832     | Université               | MESRS                   |          |
| (16) Alger              | Université Alger 2                                                                                            | Université Abou El Kacem Saadallah                  | 2009     | Université               | MESRS                   | (ar)     |
| (16) Alger              | Université Alger 3                                                                                            | Université Brahim Soltane Chaibout                  | 2009     | Université               | MESRS                   | (ar)     |
| (16) Alger              | Université des sciences et de la technologie Houari Boumédiène (USTHB)                                        | Université Houari-Boumédiène                        | 1974     | Université               | MESRS                   |          |
| (16) Alger              | École nationale supérieure de journalisme et des sciences de l'information (ENSJSI)                           |                                                     | 2009     | École supérieure         | MESRS                   |          |
| (16) Alger              | École nationale supérieure des sciences de la mer et de l'aménagement du littoral (ENSSMAL)                   |                                                     | 1882     | École supérieure         | MESRS                   |          |
| (16) Alger              | École nationale polytechnique d'Alger (ENP)                                                                   |                                                     | 1925     | École supérieure         | MESRS                   |          |
| (16) Alger              | École nationale supérieure des travaux publics (ENSTP)                                                        | École Francis Jeanson                               | 1966     | École supérieure         | MESRS                   |          |
| (16) Alger              | École supérieure d'hôtellerie et de restauration d'Alger (ESHRA)                                              |                                                     | 2014     | École supérieure         | Privéé                  |          |
| (16) Alger              | École supérieure des sciences de l'aliment et des industries agroalimentaires (ESSAIA)                        |                                                     | 2017     | École supérieure         | MESRS                   |          |
| (16) Alger              | École nationale supérieure agronomique d'Alger (ENSA)                                                         | École Kasdi-Merbah                                  | 1905     | École supérieure         | MESRS                   |          |
| (16) Alger              | École nationale supérieure d'informatique d'Alger (ESI)                                                       |                                                     | 1969     | École supérieure         | MESRS                   |          |
| (16) Alger              | École nationale supérieure des sciences politiques (ENSSP)                                                    |                                                     | 2009     | École supérieure         | MESRS                   |          |
| (16) Alger              | École nationale supérieure de technologie d'Alger (ENST)                                                      |                                                     | 2009     | École supérieure         | MESRS                   |          |
| (16) Alger              | École nationale supérieure vétérinaire (ENSV)                                                                 | École Rabie-Bouchama                                | 1965     | École supérieure         | MESRS                   |          |
| (16) Alger              | École polytechnique d'architecture et d'urbanisme (EPAU)                                                      | École Hocine Aït Ahmed                              | 1970     | École supérieure         | MESRS                   |          |
| (16) Alger              | École supérieure des sciences appliquées d'Alger (ESSA Alger)                                                 |                                                     | 2017     | École supérieure         | MESRS                   |          |
| (16) Alger              | École normale supérieure de Bouzaréah (ENS Bouzaréah)                                                         | ENS Cheikh Mubarak Ben Mohamed Brahimi El Mili      | 1984     | École normale supérieure | MESRS                   |          |
| (16) Alger              | École normale supérieure de Kouba (ENS Kouba)                                                                 | ENS Bachir El Ibrahimi                              | 1964     | École normale supérieure | MESRS                   |          |
| (16) Alger              | MDI Algiers Business School                                                                                   |                                                     | 1996     | École de formation       | Privée                  |          |
| (16) Alger              | Institut national de la poste et des technologies de l'information et de la communication (INPTIC)            |                                                     | 2007     | Institut supérieur       | MPTTN                   |          |
| (16) Alger              | École nationale de conservation et de restoration des biens culturels (ENCRBC)                                |                                                     | 2008     | École supérieure         | MC                      |          |
| (16) Alger              | Institut supérieur des métiers des arts du spectacle et de l'audiovisuel (ISMAS)                              |                                                     | 2004     | Institut supérieur       | MC                      |          |
| (16) Alger              | École supérieure des beaux-arts d'Alger (ESBA)                                                                | École Ahmed et Rabah Salim Asselah                  | 1843     | École supérieure         | MC                      |          |
| (16) Alger              | Institut national supérieur de musique (INSM)                                                                 |                                                     | 1968     | Institut supérieur       | MC                      |          |
| (16) Alger              | École nationale supérieure de tourisme (ENST)                                                                 |                                                     | 1994     | École supérieure         | MTA                     |          |
| (17) Djelfa             | Université de Djelfa                                                                                          | Université Ziane Achour                             | 1990     | Université               | MESRS                   |          |
| (18) Jijel              | Université de Jijel                                                                                           | Université Mohammed Seddik Benyahia                 | 1986     | Université               | MESRS                   |          |
| (19) Sétif              | Université Sétif 1                                                                                            | Université Ferhat Abbas                             | 1978     | Université               | MESRS                   |          |
| (19) Sétif              | Université Sétif 2                                                                                            | Université Mohamed Lamine Debaghine                 | 2011     | Université               | MESRS                   |          |
| (19) Sétif              | École normale supérieure de Sétif (ENS Sétif)                                                                 | ENS Messaoud Zeghar                                 | 2015     | École normale supérieure | MESRS                   | (ar)     |
| (20) Saïda              | Université de Saïda                                                                                           | Université Dr. Tahar Moulay                         | 1986     | Université               | MESRS                   |          |
| (21) Skikda             | Université de Skikda                                                                                          | Université du 20 août 1955                          | 1988     | Université               | MESRS                   |          |
| (21) Skikda             | École normale supérieure d'enseignement technologique (ENSET)                                                 |                                                     | 2009     | École normale supérieure | MESRS                   | (ar)     |
| (22) Sidi Bel Abbès     | Université de Sidi Bel Abbès                                                                                  | Université Djillali-Liabès                          | 1978     | Université               | MESRS                   |          |
| (22) Sidi Bel Abbès     | École supérieure en informatique de Sidi Bel Abbès (ESI SBA)                                                  | École du 8 mai 1945                                 | 2014     | École supérieure         | MESRS                   |          |
| (23) Annaba             | Université d'Annaba                                                                                           | Université Badji-Mokhtar                            | 1975     | Université               | MESRS                   |          |
| (23) Annaba             | École nationale supérieure des mines et de la métallurgie (ENSMM)                                             | École Amar Laskri                                   | 2009     | École supérieure         | MESRS                   |          |
| (23) Annaba             | École supérieure des sciences de gestion d'Annaba (ESSG)                                                      |                                                     | 2010     | École supérieure         | MESRS                   |          |
| (23) Annaba             | École supérieure de technologies industrielles (ESTI)                                                         |                                                     | 2017     | École supérieure         | MESRS                   |          |
| (24) Guelma             | Université de Guelma                                                                                          | Université du 8 mai 1945                            | 1986     | Université               | MESRS                   |          |
| (25) Constantine        | Université Constantine 1                                                                                      | Université des frères Mentouri                      | 1958     | Université               | MESRS                   |          |
| (25) Constantine        | Université Constantine 2                                                                                      | Université Abdelhamid Mehri                         | 2011     | Université               | MESRS                   |          |
| (25) Constantine        | Université Constantine 3                                                                                      | Université Salah Boubnider                          | 2011     | Université               | MESRS                   |          |
| (25) Constantine        | Université des sciences islamiques                                                                            | Université de l'Émir Abdelkader                     | 1984     | Université               | MESRS                   | (en)     |
| (25) Constantine        | École supérieure de comptabilité et de finances (ESCF)                                                        |                                                     | 2010     | École supérieure         | MESRS                   |          |
| (25) Constantine        | École nationale polytechnique de Constantine (ENPC)                                                           |                                                     | 2011     | École supérieure         | MESRS                   |          |
| (25) Constantine        | École nationale supérieure de biotechnologie (ENSB)                                                           | École Taoufik Khaznadar                             | 2011     | École supérieure         | MESRS                   |          |
| (25) Constantine        | École normale supérieure de Constantine (ENS Constantine)                                                     | ENS Assia Djebar                                    | 1981     | École normale supérieure | MESRS                   |          |
| (26) Médéa              | Université de Médéa                                                                                           | Université Yahia Farès                              | 1989     | Université               | MESRS                   |          |
| (27) Mostaganem         | Université de Mostaganem                                                                                      | Université Abdelhamid Ibn Badis                     | 1969     | Université               | MESRS                   |          |
| (27) Mostaganem         | École supérieure agronomique de Mostaganem (ESAM)                                                             |                                                     | 2013     | École supérieure         | MESRS                   |          |
| (27) Mostaganem         | École normale supérieure de Mostaganem (ENS Mostaganem)                                                       |                                                     | 2014     | École normale supérieure | MESRS                   |          |
| (28) M'Sila             | Université de M'Sila                                                                                          | Université Mohamed Boudiaf                          | 1985     | Université               | MESRS                   |          |
| (28) M'Sila             | École normale supérieure de Bou Saâda (ENS Bou Saâda)                                                         |                                                     | 2015     | École normale supérieure | MESRS                   | (ar)     |
| (29) Mascara            | Université de Mascara                                                                                         | Université Mustapha-Stambouli                       | 1986     | Université               | MESRS                   |          |
| (30) Ouargla            | Université de Ouargla                                                                                         | Université Kasdi-Merbah                             | 1987     | Université               | MESRS                   |          |
| (30) Ouargla            | École normale supérieure de Ouargla (ENS Ouargla)                                                             |                                                     | 2015     | École normale supérieure | MESRS                   | (ar)     |
| (31) Oran               | Université Oran 1                                                                                             | Université Ahmed Ben Bella                          | 1961     | Université               | MESRS                   |          |
| (31) Oran               | Université Oran 2                                                                                             | Université Mohamed Ben Ahmed                        | 2014     | Université               | MESRS                   |          |
| (31) Oran               | Université des sciences et de la technologie d'Oran (USTO)                                                    | Université Mohamed Boudiaf                          | 1971     | Université               | MESRS                   |          |
| (31) Oran               | École supérieure d'économie (ESE)                                                                             |                                                     | 2010     | École supérieure         | MESRS                   |          |
| (31) Oran               | École nationale polytechnique d'Oran (ENPO-MA)                                                                | École Maurice Audin                                 | 1970     | École supérieure         | MESRS                   |          |
| (31) Oran               | École supérieure en génie électrique et énergétique (ESG2E)                                                   |                                                     | 2010     | École supérieure         | MESRS                   |          |
| (31) Oran               | École supérieure des sciences biologiques d'Oran (ESSBO)                                                      |                                                     | 2014     | École supérieure         | MESRS                   |          |
| (31) Oran               | École normale supérieure d'Oran (ENS Oran)                                                                    |                                                     | 2014     | École normale supérieure | MESRS                   |          |
| (31) Oran               | Institut national des télécommunications et des technologies de l'information et de la communication (INTTIC) | Institut Abdelhafid-Boussouf                        | 1971     | Institut supérieur       | MPTTN                   |          |
| (31) Oran               | Institut hydrométéorologique de formation et de recherches (IHFR)                                             |                                                     | 1970     | Institut supérieur       | MTPT                    |          |
| (32) El Bayadh          | Centre universitaire d'El Bayadh                                                                              | Centre universitaire Nour-Bachir                    | 2010     | Centre universitaire     | MESRS                   |          |
| (33) Illizi             | Centre universitaire d'Illizi                                                                                 |                                                     | 2012     | Centre universitaire     | MESRS                   |          |
| (34) Bordj Bou Arreridj | Université de Bordj Bou Arreridj                                                                              | Université Mohamed El Bachir El Ibrahimi            | 2000     | Université               | MESRS                   |          |
| (35) Boumerdès          | Université de Boumerdès                                                                                       | Université M'hamed Bougara                          | 1964     | Université               | MESRS                   |          |
| (35) Boumerdès          | Institut de génie électrique et d'électronique (IGEE)                                                         |                                                     | 1976     | Institut supérieur       | Université de Boumerdès |          |
| (36) El Tarf            | Université d'El Tarf                                                                                          | Université Chadli-Bendjedid                         | 1992     | Université               | MESRS                   |          |
| (37) Tindouf            | Centre universitaire de Tindouf                                                                               |                                                     |          | Centre universitaire     | MESRS                   |          |
| (38) Tissemsilt         | Université de Tissemsilt                                                                                      | Université Ahmed Ben Yahia Al Wancharissi           | 2005     | Centre universitaire     | MESRS                   |          |
| (39) El Oued            | Université d'El Oued                                                                                          | Université Hamma Lakhdar                            | 1995     | Université               | MESRS                   |          |
| (40) Khenchela          | Université de Khenchela                                                                                       | Université Abbès Laghrour                           | 2001     | Université               | MESRS                   |          |
| (40) Khenchela          | Ecole Nationale Supérieure des Forêts                                                                         | Ecole Nationale Supérieure des Forêts               | 2019     | École supérieure         | MESRS                   |          |
| (41) Souk Ahras         | Université de Souk Ahras                                                                                      | Université Mohamed Cherif Messaadia                 | 1998     | Université               | MESRS                   |          |
| (42) Tipaza             | Centre universitaire de Tipaza                                                                                | Centre universitaire Abdallah Morsli                | 2011     | Centre universitaire     | MESRS                   |          |
| (42) Tipaza             | École des hautes études commerciales (EHEC)                                                                   |                                                     | 1970     | École supérieure         | MESRS                   |          |
| (42) Tipaza             | École nationale supérieure de management de Koléa (ENSM)                                                      |                                                     | 2008     | École supérieure         | MESRS                   |          |
| (42) Tipaza             | École nationale supérieure de statistique et d'économie appliquée (ENSSEA)                                    |                                                     | 1970     | École supérieure         | MESRS                   |          |
| (42) Tipaza             | École supérieure de commerce (ESC)                                                                            |                                                     | 1900     | École supérieure         | MESRS                   |          |
| (42) Tipaza             | École supérieure de gestion et d'économie numérique (ESGEN)                                                   |                                                     | 2009     | École supérieure         | MESRS                   |          |
| (43) Mila               | Centre universitaire de Mila                                                                                  | Centre universitaire Abdelhafid Boussouf            | 2008     | Centre universitaire     | MESRS                   |          |
| (44) Aïn Defla          | Université de Khemis Miliana                                                                                  | Université Djilali Bounaâma                         | 1991     | Université               | MESRS                   |          |
| (45) Naâma              | Centre universitaire de Naâma                                                                                 | Centre universitaire Ahmed Salhi                    | 2010     | Centre universitaire     | MESRS                   |          |
| (46) Aïn Témouchent     | Centre universitaire d'Aïn Temouchent                                                                         | Centre universitaire Belhadj Bouchaib               |          | Centre universitaire     | MESRS                   |          |
| (47) Ghardaïa           | Université de Ghardaïa                                                                                        |                                                     | 2004     | Université               | MESRS                   | (ar)     |
| (48) Relizane           | Centre universitaire de Relizane                                                                              | Centre universitaire Ahmed Zabana                   | 2008     | Centre universitaire     | MESRS                   |          |